# Syfia
Syfia international est une agence de presse associative qui regroupe en 2014 14 agences de presse majoritairement africaines (Burkina Faso, Burundi, République du Congo, République démocratique du Congo (Kinshasa, Kisangani, Bukavu, Goma), Madagascar, Rwanda, Sénégal) et trois européennes (France, Belgique, Suisse).
Ces agences mènent des projets de développement des médias axés sur la formation pratique des journalistes et la production d'articles et de reportages radio. Depuis 2004, elle travaille activement dans les pays des Grands Lacs (RD Congo, Burundi, Rwanda) et mène un vaste programme « Syfia Grands Lacs » qui a permis la formation de très nombreux journalistes locaux, d'étudiants et de formateurs.  Elle a publié plusieurs journaux nationaux et locaux dans ces pays, en particulier des journaux écoles.  